# Maki Kawai
Pour les articles homonymes, voir Kawai (homonymie).
Maki Kawai (川合 眞紀), née en 1952, est une chimiste japonaise spécialiste de la spectroscopie moléculaire. En 2018, elle est la première femme à être présidente de la société chimique du Japon.

## Biographie
En 1975, Maki Kawai obtient son baccalauréat universitaire à l'Université de Tokyo. Elle y soutient également sa thèse en 1980 sous la direction de Kenji Tamaru. Entre 1980 et 1982, elle effectue ses recherches postdoctorales à l'Institut de recherche physique et chimique RIKEN. En 1982, elle entre à l'université de Tokyo pour y continuer ses recherches en tant que membre de la société japonaise pour la promotion des sciences (Japan Society for the Promotion of Science). En 1991, elle devient directrice de recherches au laboratoire de science des surfaces du RIKEN et directrice générale de ce même laboratoire en 2010. En 2004, elle devient professeure à l'Université de Tokyo. En 2016, elle devient directrice générale de l'Institute for Molecular Science. En 2018, elle est nommée présidente de la société chimique du Japon,.

## Récompenses et honneurs
- 1996 : Prix Saruhashi
- 2010 : membre de la Société américaine de physique
- 2017 : Médaille au ruban pourpre
- 2019 : Prix L'Oréal-Unesco pour les femmes et la science "pour son travail précurseur dans la manipulation de molécules séparées à l’échelle atomique pour transformer la matière et créer des matériaux innovants."[3].